# Leonid Youdassine
Leonid Grigorievitch Youdassine (hébreu : ליאוניד גריגורייביץ' יודסין; russe : Леонид Григорьевич Юдасин; né à Leningrad le 8 août 1959) est un joueur d'échecs et un entraîneur de renom soviétique puis israélien qui vit à New York depuis 2002. Grand maître international depuis 1982, il a été quart-de-finaliste du tournoi des candidats à deux reprises.

## Biographie et carrière
Youdassine obtient le titre de maître international en 1982 et celui de grand maître peu après, il est le champion de Leningrad en 1984 et remporte la coupe d'URSS de parties rapides en 1988.
Ces exploits sont éclipsés quand il termine premier au championnat d'URSS en 1990, ex æquo avec Aleksandr Beliavski, Ievgueni Bareïev et Alekseï Vyjmanavine, Beliavski remportant le titre au départage. La même année, il décroche la médaille de bronze à l'olympiade de Novi Sad, et obtenant la meilleure performance individuelle dans l'équipe d'URSS. Il participe à nouveau aux olympiades de 1994 à Moscou et à Erevan en 1996 sous le drapeau israélien.
Leonid Youdassine se qualifie au tournoi des candidats en 1991, et à nouveau en 1994, parvenant aux quarts de finale, où il est éliminé par Vladimir Kramnik 2,5-4,5.
Son meilleur résultat fut obtenu au tournoi de León en 1993, qu'il gagna devant Vyjmanavine, Topalov, Karpov et le jeune Péter Lékó.
De son palmarès fourni, on peut citer les victoires :
- à Leningrad 1989 ;
- à Calcutta 1990 ;
- au tournoi de Pampelune en 1990-1991, et 1991-1992 avec Miguel Illescas ;
- au tournoi de Dos Hermanas 1992 ;
- au mémorial Botvinnik 1995 ;
- à Haifa 1996 ;
- au tournoi de Reggio Emilia en 1997 et 1998 ;
- au tournoi White Knights de Saint-Pétersbourg 1998.

Youdassine a vécu pendant de nombreuses années en Israël où il a gagné par deux fois le championnat national, à Tel Aviv en 1994 et à Jérusalem en 1996. Il a gagné aussi de nombreux tournois aux États-Unis, notamment l'Open des États-Unis en 1990 et le World Open en Pennsylvanie en 2001. Depuis 2002, il vit à New York, écumant le Masters hebdomadaire, avec Hikaru Nakamura, Jaan Ehlvest et Aleksander Wojtkiewicz. En 2004, il termine premier du tournoi de Montréal.
Il est aussi un entraîneur réputé et le directeur de l'école d'échecs de Brooklyn. Parmi ses élèves, on peut citer Varuzhan Akobian, Irina Krush, Jennifer Shahade et Lembit Oll.
Au 1er mai 2010, son classement Elo est de 2 519. Son classement maximal est 2 645.